# 烏克梅爾蓋區
烏克梅爾蓋區是立陶宛維爾紐斯縣内的市镇，行政中心为烏克梅爾蓋镇。市镇面積为1,395平方公里，2020年人口数量为33,471人。